# Diáspora búlgara

Mapa de la diáspora búlgara en el mundo (incluye personas con ascendencia o ciudadanía búlgara).
Bulgaria
+ 100,000
+ 10,000
+ 1,000

La diáspora búlgara incluye a los búlgaros que viven fuera de Bulgaria y sus países vecinos, así como a los inmigrantes de Bulgaria en el extranjero.
El número de búlgaros fuera de Bulgaria ha aumentado considerablemente desde 1989, tras las revoluciones de 1989 en Europa central y oriental . Más de un millón de búlgaros han abandonado el país, ya sea de forma permanente o como mano de obra temporal, lo que ha provocado una marcada disminución de su población. Muchos aprovecharon el sistema de lotería de tarjetas verdes de EE. UU. Además, muchos búlgaros emigraron a Canadá aprovechando el sistema de puntos de inmigración canadiense para trabajadores calificados . Otros atravesaron la Unión Europea . En países como Alemania y España, muchos búlgaros trabajan y permanecen allí de forma intermitente, manteniendo Bulgaria como residencia permanente. Esta tendencia aumentó tras la ampliación de la Unión Europea en 2007, cuando Bulgaria se convirtió en estado miembro de la Unión Europea .
La mayor parte de la diáspora búlgara que se ha expandido después de la década de 1990 hacia los Estados miembros de la Unión Europea y América del Norte ha estado motivada por razones laborales y educativas. Como resultado, muchos emigrantes han obtenido permisos de residencia en otros países para trabajar como profesionales cualificados o estudiar. Este grupo abarca una amplia gama de habilidades, desde trabajadores con educación básica que suelen desempeñarse en servicios públicos y limpieza, hasta fontaneros, obreros de la construcción, jardineros, personal de mantenimiento, empleados domésticos, y una cantidad considerable de especialistas con educación superior, principalmente en campos como ingeniería, informática, química y medicina.
Las comunidades más grandes de la diáspora búlgara en la parte occidental de la Unión Europea se encuentran en España, Alemania, Reino Unido, Francia e Italia .
Otros lugares que atrajeron la inmigración búlgara son Australia, Nueva Zelanda, América del Sur (especialmente Argentina y Brasil ), Sudáfrica y algunos expatriados en los Emiratos Árabes Unidos .
Diversos grupos, como el gobierno y varias ONG, han informado de cifras muy diferentes sobre el número de búlgaros que viven en el extranjero, lo que ha generado algunas críticas. 